# 富田幸次郎
富田 幸次郎（とみた こうじろう、明治5年10月1日（1872年11月1日） - 昭和13年（1938年）3月23日）は日本の新聞人、政治家、第32代衆議院議長、双川と号した。

## 来歴・人物
1872年（明治5年）10月1日、高知県安芸郡川北村（現・安芸市）に生まれた。川北小学校を出て芸陽学舎卒業。安芸地方の教員になる。
1887年（明治20年）代末頃土陽新聞記者になり日露戦争の従軍記者に選ばれたが土陽新聞の内紛（中央派vs郡部派の争い）により退社。
1904年（明治37年）9月同志、岡本方俊、野中楠吉、杉駸三郎、藤戸達吾らと高知新聞を興し、その主筆となった。対向紙土陽新聞と筆を競いつつ次第に声望ほ高めた。
1908年（明治41年）第10回衆議院議員総選挙に故郷の高知県から立候補して初当選。その後も第14回衆議院議員総選挙を除いて毎回当選、不敗の選挙地盤を構築する。党籍は、憲政本党、立憲国民党、立憲同志会、憲政会、立憲民政党と変移し、それぞれの時期において党の重要ポストに就く。民政党の総務や幹事長となると党内外の取りまとめや交渉に独自の手腕を発揮した。
1931年（昭和6年）12月、安達謙蔵らとともに民政党を離党し、国民同盟の結成に参加したが、程なく民政党に復党、1933年（昭和8年）党の常任顧問になった。また、帝国通信社、日本高速度鋼、日本紡紙機等の各社長になる。1936年（昭和11年）5月、第32代衆議院議長に選ばれる。在職中の1938年（昭和13年）3月23日、67歳で没した。墓所は多磨霊園
日本においてバスケットボールの普及と発展に尽力した富田毅郎は幸次郎の息子である。